# فيروس الإنفلونزا أ H5N9
فيروس الإنفلونزا أ H5N9 هو أحد أنماط فيروس الإنفلونزا أ، وهو قادر على التسبب بالإنفلونزا لدى الطيور.
سبب فيروس H5N9 شديد العدوى فاشية محدودة بين الدجاج الرومي في أونتاريو، كندا عام 1966.